# Hylophorbus wondiwoi
Hylophorbus wondiwoi é uma espécie de anfíbio da família Microhylidae. É endémica da Nova Guiné Ocidental na Indonésia. Os seus habitats naturais são florestas subtropicais ou tropicais úmidas de baixa altitude. Está ameaçada por perda de habitat.